# أجنيسكا واجنر
أجنيسكا واجنر (بالبولندية: Agnieszka Wagner)‏ هي ممثلة بولندية، ولدت في 17 ديسمبر 1970 بوارسو في بولندا. بدأت مشوارها المهني سنة 1988.

## أعمال

### أفلام
- (1993) قائمة شندلر[3][4][5]

## وصلات خارجية
- أجنيسكا واجنر على موقع IMDb (الإنجليزية)
- أجنيسكا واجنر على موقع ألو سيني (الفرنسية)
- أجنيسكا واجنر على موقع أول موفي (الإنجليزية)
- أجنيسكا واجنر على موقع قاعدة بيانات الأفلام السويدية (السويدية)
- أجنيسكا واجنر على موقع قاعدة بيانات الفيلم (الإنجليزية)
- أجنيسكا واجنر على موقع كينوبويسك (الروسية)